# Nothosmyrnium japonicum
Nothosmyrnium japonicum är en flockblommig växtart som beskrevs av Friedrich Anton Wilhelm Miquel. Nothosmyrnium japonicum ingår i släktet Nothosmyrnium och familjen flockblommiga växter.

## Underarter
Arten delas in i följande underarter:
- N. j. japonicum
- N. j. sutchuensis